# Graeme Townshend
Graeme Scott Townshend (* 23. Oktober 1965 in Kingston) ist ein ehemaliger jamaikanischer Eishockeyspieler und -trainer, der in seiner aktiven Zeit von 1985 bis 1999 unter anderem für die Boston Bruins, New York Islanders und Ottawa Senators in der National Hockey League gespielt hat. Von 2008 bis 2012 stand er als Skating Coach bei den Toronto Maple Leafs in der NHL unter Vertrag.

## Karriere
Graeme Townshend, der im Alter von vier Jahren mit seiner Familie in das kanadische Toronto in der Provinz Ontario einwanderte, begann seine Karriere als Eishockeyspieler in der Mannschaft des Rensselaer Polytechnic Institute, für das er von 1985 bis 1989 in der National Collegiate Athletic Association aktiv war. Anschließend erhielt er als Free Agent einen Vertrag bei den Boston Bruins, für die er in der Saison 1989/90 als erster Jamaikaner sein Debüt in der National Hockey League gab. Den Großteil der Saison verbrachte er jedoch – ebenso wie in der folgenden Spielzeit – bei deren Farmteam, den Maine Mariners aus der American Hockey League. Nach zwei Jahren verließ der Angreifer die Bruins und unterschrieb ebenfalls als Free Agent bei den New York Islanders, für die er bis 1993 ebenfalls nur sporadisch in der NHL zu Einsätzen kam und stattdessen für deren AHL-Farmteam auflief. Nachdem Townshend in der Saison 1993/94 in 14 Spielen punktlos geblieben war, verließ er die NHL und spielte bis 1997 in der International Hockey League für die Houston Aeros und die Utah Grizzlies. Seine aktive Karriere beendete der Flügelspieler schließlich im Anschluss an die Saison 1998/99 bei den Lake Charles Ice Pirates aus der Western Professional Hockey League.
Unmittelbar im Anschluss an seine Laufbahn als Spieler übernahm Townshend das Amt als Cheftrainer bei den Macon Whoopee aus der Central Hockey League, die er von 1999 bis 2001 betreute. Anschließend unterschrieb er einen Vertrag bei den Greensboro Generals aus der East Coast Hockey League, bei denen er noch während der Saison 2001/02 entlassen wurde. In der Folgezeit war der Jamaikaner vier Jahre lang im Trainerstab der San Jose Sharks aus der NHL aktiv, wo er unter Ron Wilson als Skating Coach arbeitete. In gleicher Position ist er seit dem 9. September 2008 bei den Toronto Maple Leafs tätig, wo Wilson sowie dessen Assistenten Rob Zettler und Tim Hunter in der Sommerpause hinwechselten, nachdem sie von den Nordkaliforniern entlassen worden waren.
Im Dezember 2011 wurde Townshend von E.J. Phillips, den Mitbegründer der Jamaican Olympic Ice Hockey Federation (JOIHF), zum ersten jamaikanischen Eishockey-Nationaltrainer benannt. Erstmals in Erscheinung als Nationaltrainer des Karibik Staates trat er im August 2014, als er erste Spielersichtungen leitete. Townshend der zudem U-20 Nationaltrainer Jamaikas war, plante mit der Seniorenmannschaft die Qualifikation zu den Olympischen Winterspielen 2018.

## Erfolge und Auszeichnungen
- 1996 IHL Man of the Year
- 1999 WPHL Man of the Year